# Михаило Тих
Михаило (Бугарски: Михаил, Mihail) или вероватно потпуније Михаило Асен II је био цар Бугарске, син бугарског цара Константина Асена I и његове друге жене царице Марије Палеолог Кантакузин, сестричине византијског цара Михаила VIII Палеолога, која је била ћерка, његове старије сестре Ирине Палеолог и Јована Кантакузина. Михаило је владао као једини цар од 1277. до 1278. године, (са савладарима 1272–1277. године и 1278–1279. године), а поново је преузео престо 1302/3. године. Као краткотрајни и малолетни монарх, Михаиол је често занемарен у списковима бугарских владара.
Михаило је рођен 1270/1. године, (или између 1269. и 1272. године), а можда је назван у част његовог пра-ујака цара Михаила VIII Палеолога. Такође је проглашен порфирогенитом (порфирородни и балагородни у бугарским изворима из 1272/3. и 1303. године) у складу са византијском праксом, можда да би спречио евентуалне старије синове цара Константина Асена I да наследе престо. Младог Михаила родитељи су крунисали за цара - савладара пре 1272. или 1273. године. Његова мајка царица Марија је очигледно радила на томе да обезбеди његово неоспорно поседовање престола, упркос политичкој и физичкој слабости цара Константина I Асена. У том смислу, она је усвојила за сина одраслог деспота Јакова Светослава, полуаутономног владара и потенцијалног супарника, а затим га је, очигледно, отровала 1276. године.
Упркос савладарству и каснијој елиминацији деспота Јакова Светослава, царица Марија није била у стању да савлада следећи изазов, побуну Ивајла 1277. године. Када је цар Константин I Асен погинуо у бици против Ивајла 1277. године, млади цар - савладар Михаило је остављен као легитимни цар Бугарске, под намесништвом мајке царице Марије. Њихова контрола је брзо ограничена на главни град Трново. Док је већи део земље пао у руке Ивајла, Маријин ујак цар Михаило VIII је предложио свог кандидата за бугарски престо, Јована Асена III, сина цара Мице Асена и царице Марије Бугарске, кога је цар Михаило VIII оженио својом ћерком Ирином Палеологином.
Позвана од изасланика цара Михаила VIII да преда власт Јовану Асену III, који је ишао са византијском војском која је марширала на север са намером да га постави на престо, царица Марија је ушла у тајне преговоре са убицом свог мужа Ивајлом, нудећи му да му преда престоницу, ако он пристане. да је ожени и гарантује њој и њеном сину царске положаје. После показивања невољности, Ивајло је пристао на ове услове ради мира. Он се оженио царицом Маријом у пролеће 1278. године, поставши цар - савладар са њеним сином царем Михаилом. Ивајло је био успешан у отпору византијским нападачима све док га снаге византијског савезника Ногаја кана Златне Хорде нису блокирале у Драстару (Силистра) три месеца 1278–1279. године, док је друга византијска сила пробила пут до престонице Трново. Већ узнемирени под Ивајловом влашћу, а сада претпостављајући или претварајући се да је умро, градска властела отворила је капије Тарнова византијској војсци која га је опседала и прихватили су Јована Асена III за цара фебруара 1279. године.
Михаило је свргнут са престола и заједно са својом мајком царицом Маријом (која је затруднела са царем Ивајлом) предат је Византинцима и послат у ропство у Византијску империју, можда у Адријанопољ; сцену са радошћу преноси византијски песник Манојло Фил, који заточену царицу и њеног сина описује као лавицу и њено младунче. Михаило се поново појављује на страницама историје тек око 1302/3. године, када га је група бугарског племства позвала да поврати свој престо од цара Теодора Светослава. Иако је добио византијску војну подршку, Михаило се показао неспособним да се афирмише у Бугарској, и каже се да је „лутао око Трнова“. Овај покушај да се поврати бугарски престо повезан је са лоше очуваним стенским натписом из пећинских манастира у близини села Ројак, именујући „порфирогенитског цара Михаила“. Његова каснија судбина и датум његове смрти су непознати.

## Примарни извори
- George Pachymeres. Georgii Pachymeris de Michaele et Andronico Palaeologis libri tredecim.. 2 vols., ed. J. Bekker, Bonn, 1835. volume 1 and volume 2 online

## Секундарни извори
- Andreev, J., I. Lazarov, P. Pavlov (2012). Koj koj e v srednovekovna Bălgarija (3rd изд.).. Sofia,
- Andreev, J. (1994). „Koj e "bagrenorodnijat" car Mihail ot skalnija nadpis pri selo Rojak, Provadijsko”. Tărnovska knižovna škola. 5: 441—453.. online
- Božilov, I., Familijata na Asenevci (1186–1460), Sofia, 1985.
- Fine, John Van Antwerp (1994). The Late Medieval Balkans: A Critical Survey from the Late Twelfth Century to the Ottoman Conquest. Ann Arbor: University of Michigan Press. ISBN 978-0-472-08260-5. Непознати параметар |orig-date= игнорисан (помоћ).
- Mladjov, I.S.R. (2015). „Monarchs' Names and Numbering in the Second Bulgarian State”. Studia Ceranea. 5: 267—310. doi:10.18778/2084-140X.05.09.. online
- Zlatarski, V., Istorija na bălgarskata dăržava prez srednite vekove, vol. 3, Sofia, 1940.